# M33 X-7

Minh hoạ hệ nhị phân M33 X-7

M33 X-7 là một hệ hố đen-sao nhị phân nằm trong thiên hà Tam Giác. Hệ nhị phân này được tạo thành từ một lỗ đen sao và một ngôi sao đồng hành. M33 X-7 là lỗ đen sao lớn nhất từng được biết đến với khối lượng gấp khoảng 15,65 lần Mặt trời (M☉). Tổng khối lượng của hệ này ước tính vào khoảng 85.7 M☉, điều này sẽ khiến nó trở thành hệ nhị phân lỗ đen nặng nhất.

## Vị trí
M33 X-7 nằm trong Thiên hà Tam Giác, cách dải Ngân Hà 3.000.000 năm ánh sáng. Điều này khiến cho M33 X-7 trở thành một trong những lỗ đen sao xa nhất đã được xác nhận.